# Madison Terrace
Die Madison Terrace ist ein 50 km² (10 km lang und 5 km breit) großes und vereistes  Plateau in der antarktischen Ross Dependency. An der Shackleton-Küste schließt sie sich dem südlichen Teil des Mount Madison an. Die von diesem Berg abfließenden Eismassen durchströmen das Plateau und münden in Form von Gletscherbrüchen in die Couzens Bay.
Das Advisory Committee on Antarctic Names benannte die Terrasse 2003 in Anlehnung an die Benennung des gleichnamigen Bergs. Dessen Namensgeber ist Lieutenant Commander Douglas W. Madison, Referent des Kommandanten der Unterstützungseinheiten der United States Navy in Antarktika von 1961 bis 1962 und Verantwortlicher für Öffentlichkeitsarbeit von 1963 bis 1964.